# Paměť národa
Paměť národa je mezinárodní sbírka vzpomínek pamětníků důležitých historických událostí 20. století. Dostupná je v stejnojmenném internetovém archivu, na jehož budování se podílejí jednotlivci i organizace z ČR a dalších zemí. Hlavním koordinátorem projektu je obecně prospěšná společnost Post Bellum, dalšími garanty jsou Český rozhlas a Ústav pro studium totalitních režimů. Archiv byl spuštěn 28. října 2008.

## Pojetí
Cílem Paměti národa je zpřístupnit veřejnosti individuální svědectví pamětníků tak, aby se s nimi mohli jednoduše seznámit odborníci i laičtí zájemci o moderní dějiny. "Skrze tato svědectví a jejich konfrontaci s dalšími historickými prameny chce projekt přispět k objasnění podstaty nedemokratických režimů 20. století, nacismu a komunismu, a pomoci zdokumentovat faktory, které je provázely. Tisíce různých vzpomínek vytvářejí mozaiku, která by měla pomoci k pochopení významných epoch a přelomových událostí 20. století."  Návštěvníkovi internetového archivu jsou k dispozici fotografie, texty, archivními materiály, ale také celá nahrávka rozhovoru s pamětníkem. 

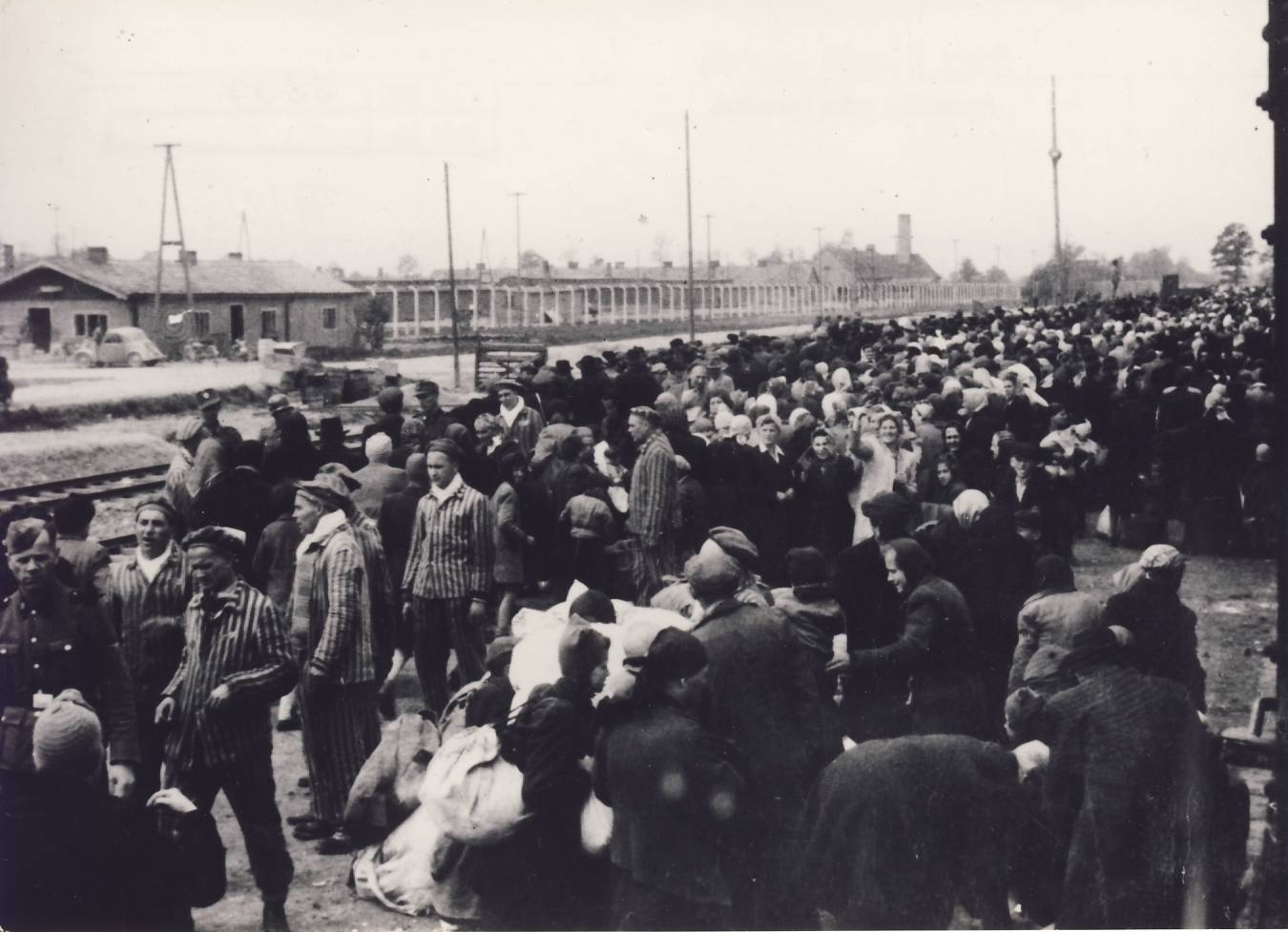
Příjezd transportu k plynovým komorám. Mnoho z vyfotografovaných nedostalo možnost svůj příběh vyprávět. Dopřejme sluchu těm, kteří ano.

### Metoda orální historie
Projekt využívá metodu orální historie, což je soubor způsobů a postupů, jimiž se badatel dobírá nových informací a poznatků na základě ústního sdělení osob, jež byly účastníky nebo svědky zkoumaných událostí a procesů. Tato metoda je vhodným doplněním dalších pramenných zdrojů (např. archivy), její význam je nezastupitelný v případech, kdy se přímé prameny k danému tématu nedochovaly nebo nejsou k dispozici. K zaplnění této mezery přispívají vzpomínky a vyprávění účastníků nedocenitelnou měrou. Rozšiřují naši faktografickou základnu a spolu s ostatními prameny slouží k analýze historických faktů. Metoda orální historie se však nevěnuje pouze získáváním faktu, důležitým jejím aspektem je samotný subjekt rozhovoru a jeho individuální sdělení, osobní prožitky, rozhodování ve složitých i každodenních situacích, osobní motivace.

## Počátky projektu
Myšlenka na vytvoření platformy, kam bude možno v digitální formě ukládat, sdílet a vzájemně porovnávat jednotlivé badatelské výstupy, vznikla v letech 2006 a 2007 během jednání mezi několika českými institucemi, které všechny nějakým způsobem archivují vzpomínky pamětníků. Patří mezi ně sdružení Post Bellum, Český rozhlas, Ústav pro soudobé dějiny AV ČR, Vojenský historický ústav, Židovské muzeum v Praze, Živá paměť o.p.s., či Muzeum Ústí nad Labem. Webový portál Paměť národa byl spuštěn 28. října 2008 a jeho hlavními garanty jsou tři české instituce: Post Bellum, Český rozhlas a Ústav pro studium totalitních režimů.

## Současná podoba projektu
Aktuálně lze v archivu najít vzpomínky více než 2000 pamětníků z takřka čtyřiceti českých i mezinárodních projektů (2014). Každý z nich má svou vlastní metodiku, která je na Paměti národa popsána. Nahrávky jsou publikovány pouze v případě, že s tím pamětníci souhlasí. Pro přístup k plnému obsahu archivu je potřebná registrace.
Největším zapojeným projektem jsou Příběhy 20. století realizované organizací Post Bellum. Jedná se o audio a video záznamy vzpomínek veteránů druhé světové války, protinacistických odbojářů, obětí holocaustu, politických vězňů 50. let a let pozdějších, duchovních, disidentů, příslušníků menšin. Mimo to jsou však v archivu publikována také svědectví funkcionářů výkonné moci - agentů KGB, NKVD, StB, politických funkcionářů a dalších.
Od samého počátku se k iniciativě Paměť národa přidávají organizace a jednotlivci, kteří zaznamenávají vzpomínky pamětníků, nejen z České republiky, ale z celé Evropy. Z českých partnerů jmenujme např. Vlastivědné muzeum ve Slaném, Junák - svaz skautů a skautek ČR, Fakulta sociálních věd Univerzity Karlovy v Praze, Antikomplex. Ze zahraničních partnerů např. Ústav pamäti národa (Slovensko), Institut for the History of the 1956 Hungarian Revolution (Maďarsko), Univerzita Johannese Gutenberga (Německo), Arbeit und Leben Bayern (Německo), Sighet Memorial (Maďarsko), Post Bellum SK (Slovensko), Istrian Historical Society (Chorvatsko) a mnohé další.
Post Bellum uspořádalo asi 128 výstav po celé Evropě.  V květnu až červenci 2012 postavili na Karlově náměstí v Praze repliku koncentračního tábora Mauthausen-Gusen v rámci výstavy k 70. atentát na Reinharda Heydricha.

## Projekty související s portálem Paměť národa

### Ceny Paměti národa
Od roku 2010 jsou každoročně 17. listopadu udělovány Ceny Paměti národa. Ocenění jsou vybíráni z archivu pamětníků odbornou porotou a jde o jednotlivce, jejichž osudy by neměly upadnout v zapomnění a jejichž postoje si zaslouží ocenění, ať už jde o válečné veterány, přeživší holocaust, nebo bývalé politické vězně a disidenty.

### Běh pro Paměť národa
Charitativní běh, jehož výtěžek putuje na natáčení politických vězňů, válečných veteránů, obětí holocaustu, disidentů, všech bojovníků za svobodu. Běží se vždy v květnu v Praze a dalších městech.

### Den válečných veteránů
Veřejná sbírka u příležitosti Den válečných veteránů, který se slaví 11. listopadu především v anglosaských zemích. Jeho symbolem je květ vlčího máku, jenž vetknutý do klopy vyjadřuje úctu a vzpomínku na bývalé vojáky a bojovníky.

### Rozhlasový pořad Příběhy 20. století
Dokumentární cyklus příběhy 20. století, vycházející z příběhů pamětníků portálu Paměť národa vysílá Český rozhlas. Mezi lety 2006-2012 byl vysílán na stanici Česko, od února 2013 cyklus vysílá stanice Radiožurnál a ČRo Plus.

### Magazín Paměti národa
Online magazín, který přibližuje příběhy ze sbírky Paměť národa.

### Místa Paměti národa
Místa Paměti národa je mobilní aplikace, která pro uživatele chytrých mobilních telefonů zpřístupňuje události přímo v místech, kde se odehrály. Zapnutá aplikace zobrazuje uživateli místa v jeho okolí, která jsou spojena s jednotlivými příběhy. Každý záznam o události je pak doplněn audio nahrávkou obsahující vyprávění pamětníka příslušné události. 

### Pomozte Ukrajině s Pamětí národa
Pomozte Ukrajině s Pamětí národa  je občanská iniciativa zaštítěná českou neziskovou organizací Post Bellum. Tato pomáhající iniciativa vznikla 22.2. 2022 v reakci na vstup vojsk Ruské federace na území samozvaných separatistických republik - Doněcké lidové republiky a Luhanské lidové republiky a hrozbu totální invaze Ruské federace na území Ukrajiny. Záměrem iniciativy je prostřednictvím cílené a konkrétní pomoci v různých podobách přispět k podpoře aktivní obrany Ukrajiny a také mírnit utrpení spojené s válkou. Fungování iniciativy od roku 2022 kontinuálně pokračuje.   
Největší část z aktivit projektu Pomozte Ukrajině s Pamětí národa představuje materiální pomoc. Pro tuto materiální pomoc pak platí, že veškeré dodávané vybavení a materiál je nesmrtící povahy. Jedná se zejména o zdravotnický materiál, sanitní a evakuační vozy, osobní ochranné prostředky pro obránce Ukrajiny. Díky dodané pomoci se podařilo zachránit stovky lidských životů obránců Ukrajiny.

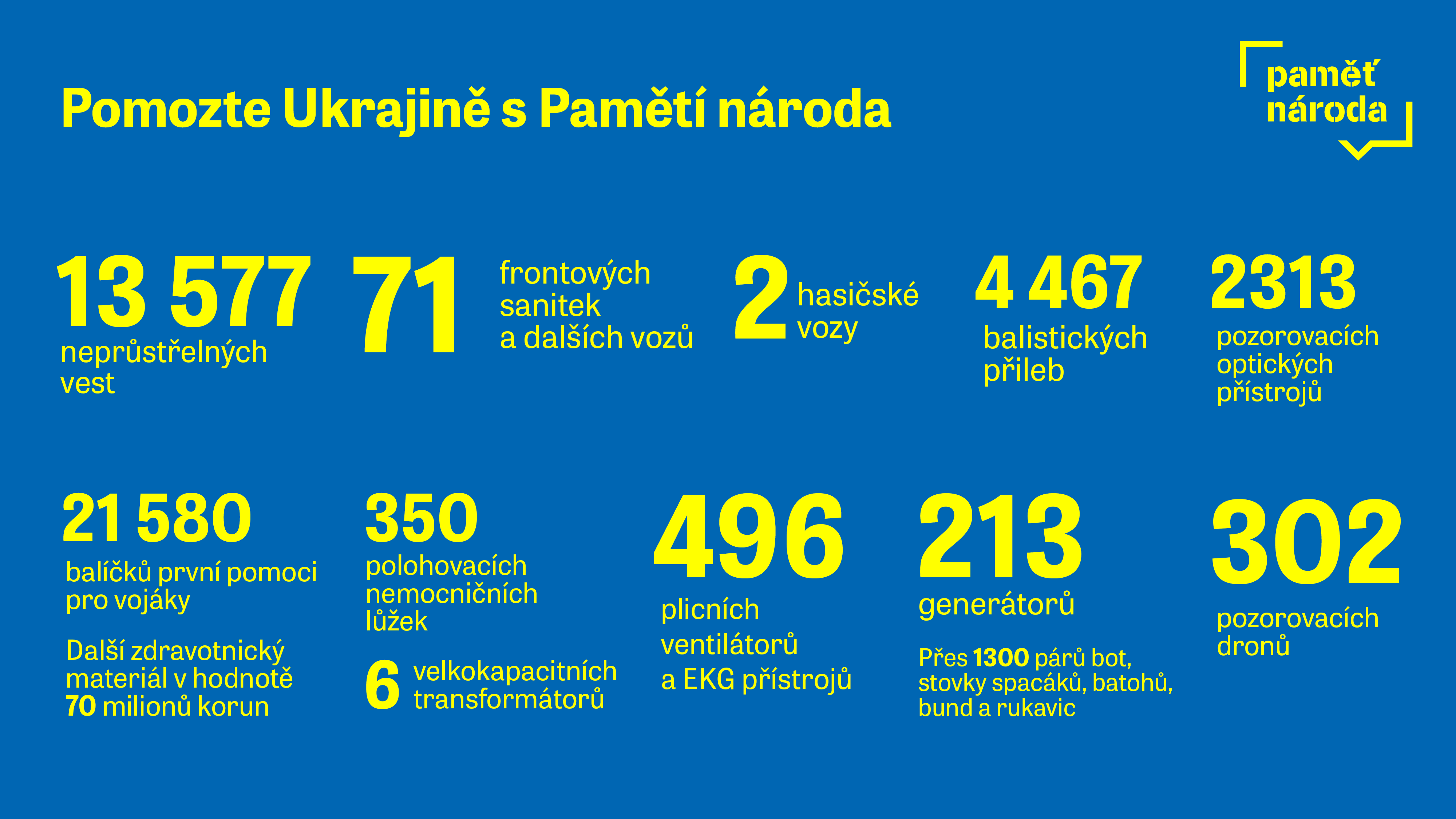
Projekt Pomozte Ukrajině s Pamětí národa - bilance dodané pomoci (2025)

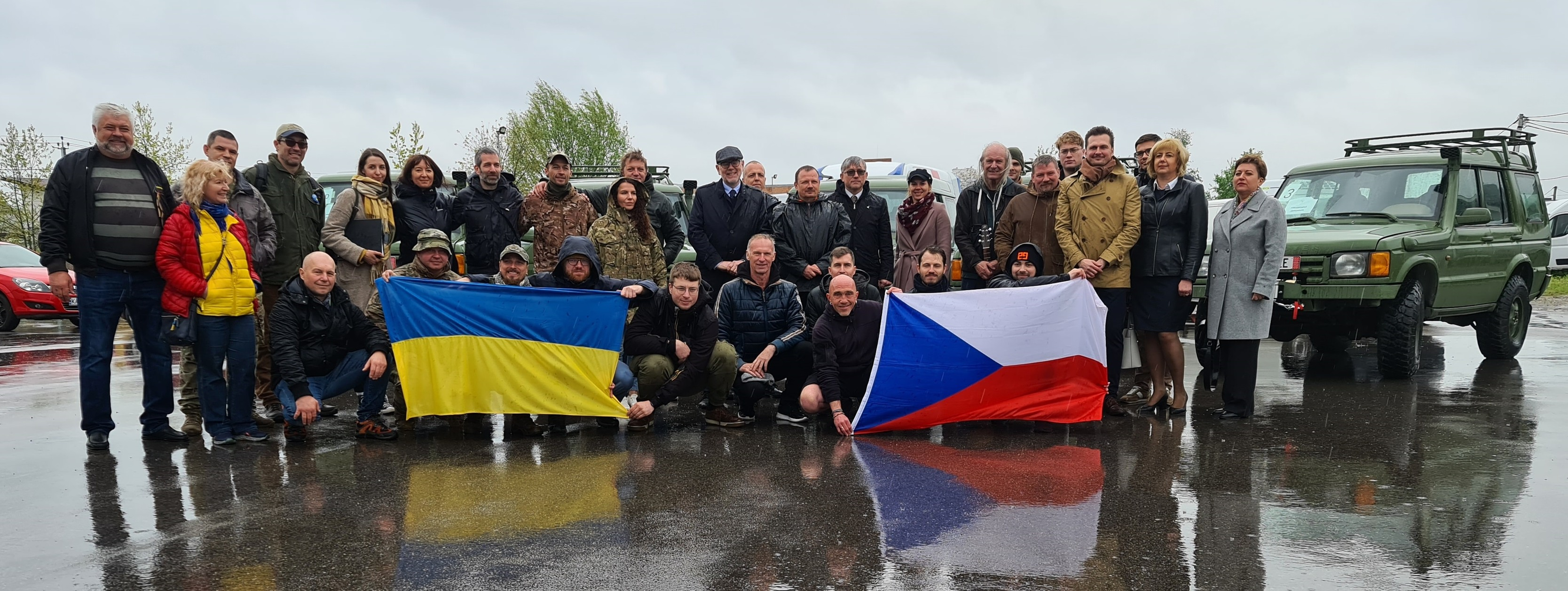
Pomozte Ukrajině s Pamětí národa - předání pomoci